# Meliata
Meliata és un poble i municipi d'Eslovàquia. Es troba a la regió de Košice, a l'est del país. El 2017 tenia 205 habitants.

## Història
La primera referència escrita de la vila data del 1243.

## Demografia
| Godina             | 1994 | 2004   | 2014   | 2024    |
| ------------------ | ---- | ------ | ------ | ------- |
| Nombre de persones | 241  | 223    | 206    | 169     |
| Diferència         |      | −7,46% | −7,62% | −17,96% |

| Godina             | 2023 | 2024 |
| ------------------ | ---- | ---- |
| Nombre de persones | 169  | 169  |
| Diferència         |      | +0%  |